# Naturopathie

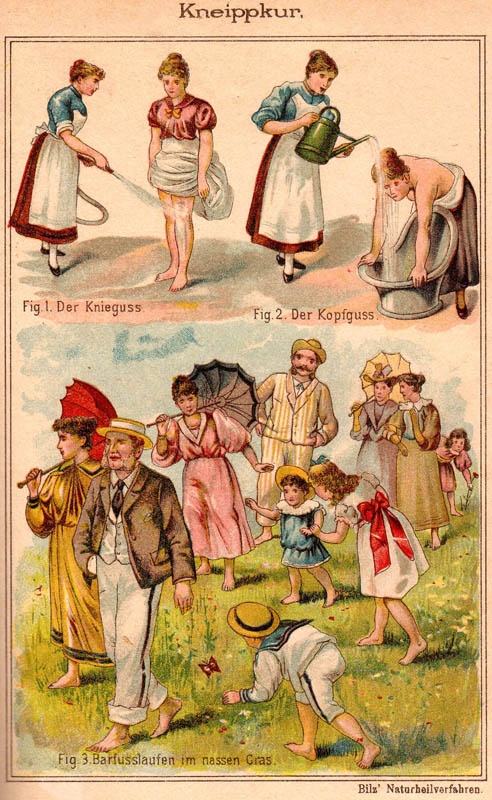
Sebastian Kneipp, au XIXe siècle, est généralement considéré comme un des pionniers de la naturopathie,, avec ses traitements par l'eau et les plantes.

La naturopathie est une pratique de soin non conventionnelle qui affirme équilibrer le fonctionnement de l'organisme par des moyens considérés par celle-ci comme naturels : changement d'alimentation, jeûnes, hygiène de vie, phytothérapie, massages, activité physique, etc.
Le concept de naturopathie apparaît à la fin du XIXe siècle aux États-Unis, avant de s'étendre à d'autres pays du monde occidental au cours du XXe siècle.
Les principes de la naturopathie, issus de méthodes disparates, n'ont pour la plupart pas été scientifiquement validés. Ses pratiques et conseils, aux contours flous, sont caractérisés par une grande hétérogénéité. Parmi ceux-ci, une minorité sont fondés sur des faits et relèvent du bon sens (alimentation saine, exercice physique) mais ils ne sont pas propres à la naturopathie. La naturopathie peut donc être considérée comme une pseudo-science,,,.

## Étymologie
Le néologisme aurait été inventé par John Scheel en 1895. Il mélange une racine latine natura, « la nature, l'essence » et une issue du grec ancien πάθος / páthos, cf. pathos, « la maladie, la souffrance ». 
Devant la contradiction étymologique du terme ,— « la souffrance de la nature » —, avec son objet, le soin des personnes, certains suggèrent de l'interpréter plutôt comme « le mal étudié en fonction de la nature », quand d'autres praticiens préfèrent le terme de « naturothérapie », lui aussi fondé sur une racine latine et une grecque, soit le « soin par la nature ».
Une autre voie, parmi les praticiens professionnels, évacue l'oxymore en trouvant l'origine du néologisme dans une hellénisation, aux États-Unis au début du XXe siècle, de l'expression anglaise nature’s path, « chemin de la nature ». Cette étymologie ne désigne pas d'emblée une pratique de soins.

## Caractéristiques
Elle repose sur un sophisme, l'appel à la nature : ce qui est naturel serait bénéfique, et ce qui ne l'est pas serait néfaste. Le principe central de la naturopathie consiste à faciliter les mécanismes curatifs de l'organisme par des moyens présentés comme étant naturels, notamment une réforme de l'alimentation et du mode de vie, mais aussi des préparations homéopathiques, phytothérapeutiques ou encore la pratique du jeûne.
Les naturopathes affirment que la maladie est pour l'organisme un moyen de se purifier, et que la guérison résulte d'une augmentation de la « force vitale » du patient. La naturopathie prétend qu'il existe une telle « force vitale » qui est censée aider à la guérison de l'organisme pour n'importe quelle maladie, mais cette notion n'a aucun fondement scientifique.
À cet égard, on peut classer la naturopathie parmi les théories vitalistes. Elle fait aussi partie des approches dites « holistiques », ce qui signifie qu'elle prétend soigner absolument tous les maux du corps et de l'esprit (voire de l'âme) au moyen d'une même approche.
La naturopathie a émergé au début du XXe siècle, et n'a pas intégré la plupart des progrès de la recherche médicale et notamment la découverte par Louis Pasteur des pathogènes. Ainsi, les naturopathes continuent généralement de rejeter certaines connaissances de la médecine pour expliquer l'apparition des maladies, et invoquent pour cela quelques théories jugées désuètes ou simplistes par la communauté scientifique. Celles-ci peuvent comprendre selon les théoriciens les actions de mystérieuses « toxines » omniprésentes (certains y classent la plupart des médicaments dans une approche anti-médicale), les allergies alimentaires, une diététique sucrée, grasse (ou à base de gluten à l'époque de la mode du gluten-free), une consommation insuffisante de vitamines et minéraux, une candidose épidémique, de mauvais alignements vertébraux (emprunt à l'ostéopathie), des dysbioses intestinales, et quelques autres encore. Il est à noter que le terme « toxine » a en naturopathie une signification différente de la notion scientifique : il désigne « des molécules issues de la dégradation cellulaire et du métabolisme » dont l'existence reste à démontrer.
Pour établir les diagnostics, les naturopathes vont retracer l'historique des pathologies du patient au travers d'une anamnèse. Un bilan naturopathique est aussi mené pour tenter de cerner la problématique du patient, qui comprend un interrogatoire et un examen physique si besoin. Certains naturopathes emploient des techniques issues d'autres traditions pseudo-scientifiques telles que l'iridologie, qui prétend que le corps humain entier est représenté dans l'iris de l'œil, la kinésiologie appliquée, par laquelle une allergie serait détectée en mettant l'aliment concerné dans une des mains du patient et en observant la faiblesse résultante de l'autre main, ou encore l'électrodiagnostic, qui aurait le pouvoir de détecter la présence de parasites en mesurant simplement la résistance électrique de la surface de la peau.

## Histoire

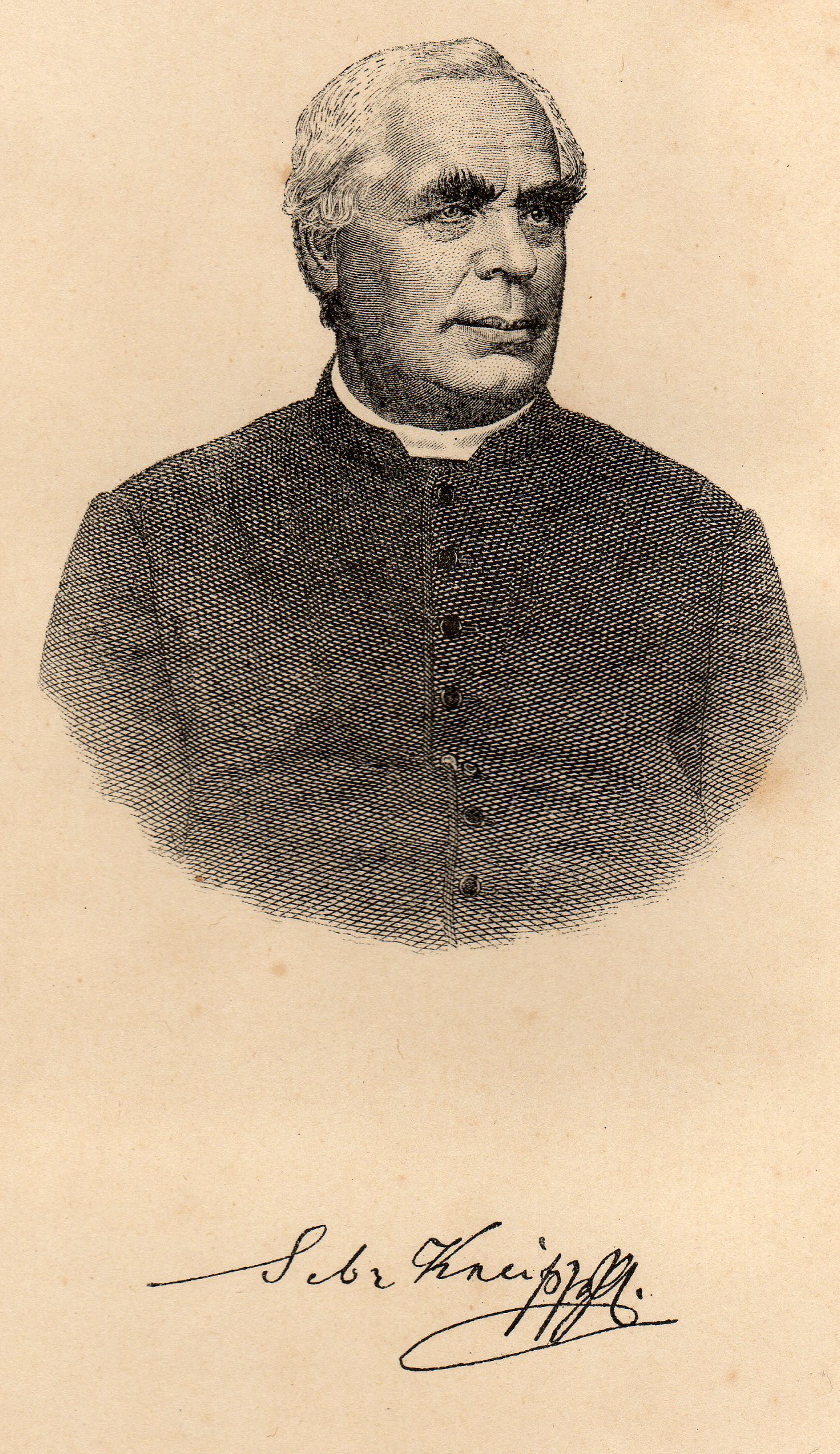
Sebastian Kneipp (1821-1897), un des principaux inspirateurs de la naturopathie.

Les racines du mouvement naturopathe proprement dit débutent au XIXe siècle, et font suite au mouvement de l'hygiénisme qui accompagne la révolution industrielle dans les pays germaniques et anglo-saxons, et de la Lebensreform qui le poursuit en Allemagne.
Si l'on considère que la naturopathie est une prophylaxie qui vise à équilibrer le fonctionnement de l'organisme par des moyens jugés « naturels » (régime alimentaire, hygiène de vie, phytothérapie, techniques manuelles, exercices, etc.), plusieurs courants plus anciens peuvent en être plus ou moins rapprochés, comme, entre autres, certains principes de la médecine posés par Hippocrate en Grèce antique, ou encore plus loin avec l'ayurveda originaire d'Inde ou bien la médecine traditionnelle chinoise, même si des différences fondamentales empêchent d'assimiler ces traditions. Une lecture fine des préceptes de ces différentes traditions montre par ailleurs des incompatibilités profondes, à la fois entre elles et par rapport à la naturopathie, qui ne s'en inspire que superficiellement : il s'agit essentiellement d'une filiation par récupération opportuniste, et la naturopathie est une discipline très typique de la lebensreform germanique post-romantique, infusée de vitalisme.
Le terme « naturopathy » naît aux États-Unis, et semble employé pour la première fois par John Scheel en 1895, puis popularisé par l'homme d'affaires américain d'origine allemande Benedict Lust (en), père spirituel de la discipline, qui dépose rapidement la marque. Tous deux sont déjà praticiens de médecine non conventionnelle, et très inspirés par les théories hygiénistes allemandes telles que celle de Sebastian Kneipp. À cette époque, Lust définit la naturopathie comme une discipline plutôt que comme une médecine précise, et décrit surtout une hygiène de vie rigoriste fondée sur le refus du tabac, de l'alcool, de la caféine et des abus alimentaires, associée à de la phytothérapie et l'homéopathie.
Benedict Lust fonde en 1901 l’American School of Naturopathy à New York, qui deviendra en 1919 l’American Naturopathic Association. Il commence à délivrer des diplômes, qui sont progressivement reconnus dans plusieurs États américains. Cette démarche est très typique du foisonnement des théories médicales controversées à cette époque en Amérique, et qui voit à la même époque la naissance de la chiropraxie et de nombreuses autres pseudo-sciences médicales. Seul un petit nombre d'entre elles réussit à survivre aux vastes campagnes de modernisation des soins qui suivirent l'accablant Rapport Abraham Flexner de la Fondation Carnegie pour la promotion de l'enseignement, qui mit en évidence l'énorme écart de santé entre les Américains essentiellement sous l'emprise d'une médecine pré-scientifique et les Européens qui bénéficiaient à cette époque de nombreux médicaments modernes (comme la pénicilline), permettant de réduire drastiquement la plupart des maladies et la mortalité.
Après un bref succès, la naturopathie décline donc aux États-Unis dans les années 1930, du fait de vastes études médicales fédérales (notamment le Rapport Abraham Flexner), qui la décrivent comme une pseudo-science archaïque et sans efficacité, ayant contribué à un important retard sanitaire entre l'Amérique et l'Europe. Les progrès fulgurants de la médecine moderne importée d'Europe conduisent également les Américains à délaisser leurs pratiques artisanales issues du temps de la colonisation. En 1968, un rapport accablant du Département de la Santé et des Services sociaux des États-Unis dénonce l'absence de fondements empiriques comme théoriques de la naturopathie ainsi que son absence d'efficacité clinique, et invite à son éviction des systèmes de sécurité sociale.
Cependant, la naturopathie avait entre-temps conquis une partie du public allemand et suisse, préparé par l'idéologie de la lebensreform et l'ésotérisme théosophique (avec des théoriciens comme Rudolf Steiner). L'Allemagne est le premier État européen à instituer un diplôme de naturopathe en 1939. Après-guerre, la naturopathie demeure populaire en Suisse et en Bavière, et s'installe progressivement en Angleterre et en France, puis regagne les États-Unis à la faveur du mouvement New Age, où sa pratique et son succès se stabilisent, malgré des critiques toujours constantes de la part des institutions médicales face à l'absence de théorie cohérente pour unifier et définir la discipline, et l'absence d'effet démontré pour de nombreux soins proposés.

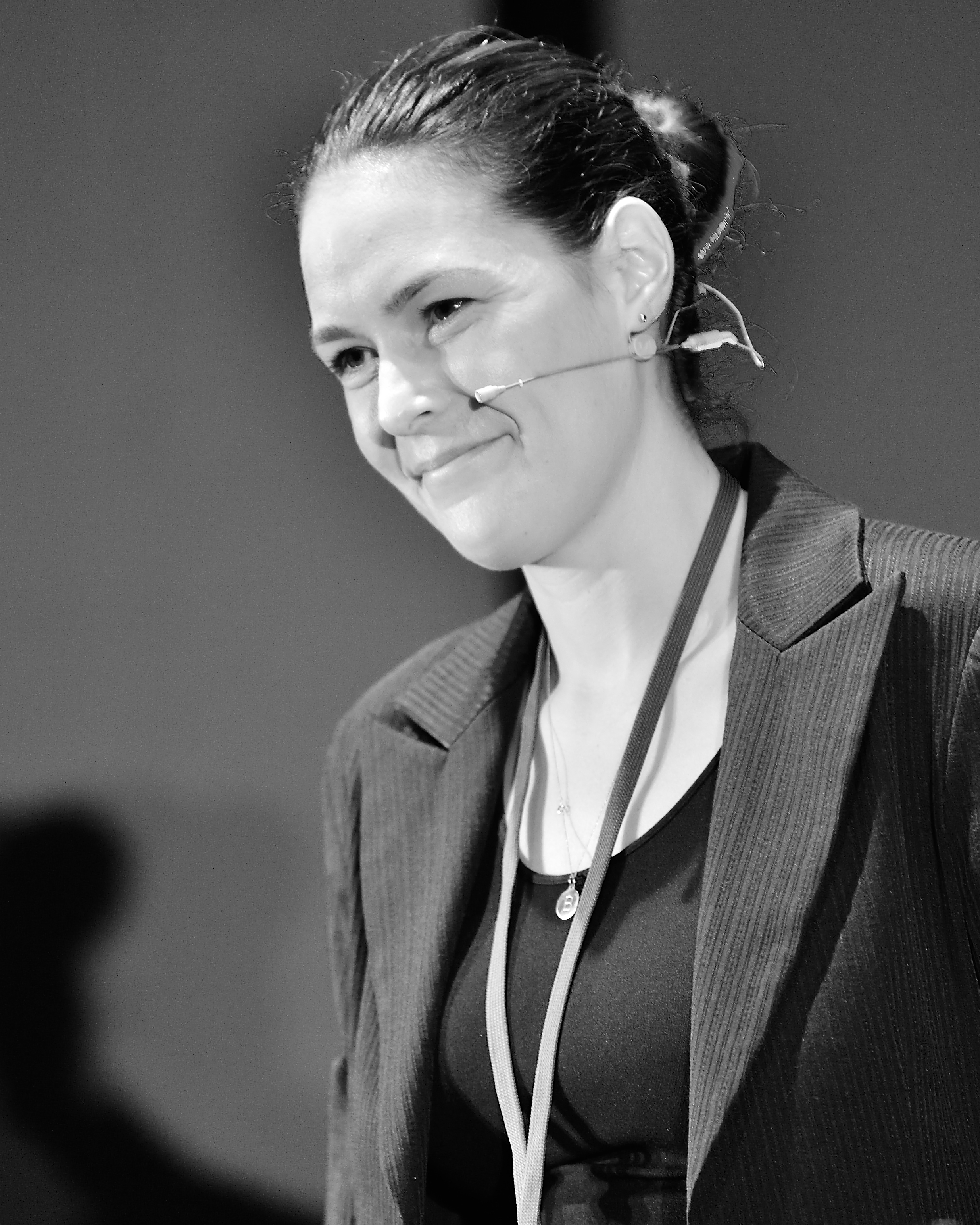
Britt Marie Hermes, ancienne naturopathe désormais critique majeure de cette discipline.

## Encadrement
Les méthodes ou produits présentés comme « naturels » ne sont pas forcément plus sûrs ou plus efficaces que ceux qui sont artificiels ou synthétiques : tout traitement capable de susciter un effet peut aussi avoir des effets secondaires délétères, notamment en matière d'herboristerie ou phytothérapie,,,. Le recours aux vitamines ne tient pas toujours compte des risques de surdosage, notamment quand elles sont prescrites à des enfants. Les huiles essentielles peuvent être perçues comme inoffensives car « naturelles » ; elles peuvent pourtant avoir des effets dangereux (intoxication sévère, signes neurologiques) en cas de mauvais usage.
Par ailleurs, il est abusif de définir une pratique ou une substance comme « naturelle » : toute substance est à l'origine naturelle et subit une transformation artificielle, de degré variable. Par exemple, les huiles essentielles utilisées en aromathérapie sont des hydrocarbures qui ne sont jamais présents purs dans la nature.

### Certifications et formations en naturopathie
Si la naturopathie a été officiellement reconnue et admise par l’État en Allemagne à partir de 1939 et de là dans divers pays de culture germanique tels la Suisse, l'Autriche, la Grande-Bretagne et quelques pays nordiques, la naturopathie n'a cependant pas, en France et dans bon nombre d'autres pays de culture latine, de définition consensuelle. De plus, un grand nombre de pratiques disparates sont présentées par des individus ou des écoles sous cette bannière. Sa pratique n'est encadrée en France par aucune autorité, et n'importe qui peut se proclamer « naturopathe » sans formation - même si certains instituts privés proposent des formations, dont le diplôme n'a aucune valeur institutionnelle. Il n'existe qu'une seule certification professionnelle de « Conseiller(ère) en naturopathie » enregistrée au RNCP en France. Cette formation est délivrée actuellement par deux lycées agricoles CFPPA,. Aucune formation n'est liée à une véritable université et une d'entre elles (l'University of Bridgeport College of Naturopathic Medicine du Connecticut) appartient par exemple à l’Église d'Unification (la secte Moon) de Sun Myung Moon.
Pour la médecine scientifique, la naturopathie fait donc partie des pseudo-sciences,, voire du charlatanisme : bien que se présentant comme un corpus théorique, les principes et méthodes de la naturopathie ne reposent ni sur un corpus bibliographique cohérent, ni sur une démarche scientifique de nature hypothético-déductive et fondée sur la preuve. La naturopathie invoque des concepts incompatibles avec les connaissances contemporaines d'autres domaines de la science, telle la notion d'énergie vitale, qui est une notion considérée en biologie comme une croyance irrationnelle.
Certains praticiens revendiquent un titre officiel de naturopathie (docteur, thérapeute…) parce qu'ils ont suivi une formation proposant un curriculum (jusqu'à 4 ans dans certains pays), mais sans aucune expérience hospitalière ou clinique ni valeur légale dans la plupart des pays.
Malgré cela, aux États-Unis la naturopathie est autorisée dans 13 États. La portée des naturopathes est uniquement limitée par l'interdiction qui leur est faite de pratiquer des interventions chirurgicales et de prescrire des médicaments, et ils ont la possibilité de rendre des expertises médicales élargies. Dans l'État de Washington, une loi oblige même les assurances privées à rembourser les actes des naturopathes.

### Réglementations
Depuis la résolution européenne (Collins & Lannoye) du 29 mai 1997, la naturopathie fait partie des médecines non conventionnelles pour lesquelles les États membres sont invités à s'accorder sur l'évaluation, l'enseignement et la réglementation des professionnels.
La naturopathie est dite « médecine traditionnelle occidentale » pour l'OMS, qui a établi un guide relatif à la formation des praticiens.
En France, en 2015, ce métier n'est pas réglementé et son exercice est libre (« accessible sans diplôme particulier » selon la fiche Rome K1103 de Pôle Emploi). Toutefois, le praticien naturopathe ne peut procéder à aucun acte médical, tel que le diagnostic, la thérapie ou la prescription de médicaments.
Face à cette lacune légale, des naturopathes se sont regroupés en associations professionnelles dont le but est de faire reconnaître et encadrer la profession mais aussi de standardiser la formation des praticiens de santé naturopathes.
Pour autant, hors du champ sanitaire, il existe une certification professionnelle de « conseiller (-ère) en naturopathie » enregistrée au répertoire national, qui permet de faire état d'un champ de compétences dans le domaine de la prévention et de l'éducation au bien-être. Le titulaire de cette qualification doit notamment être capable de réaliser des programmes de bien-être associés à l'alimentation et à l'hygiène. Les naturopathes exercent de ce fait dans le champ du bien-être.
En Australie, la naturopathie est reconnue par l'État et a sa propre école. Le diplôme s'obtient après trois années d'études. Médecins et naturopathes peuvent travailler ensemble dans le traitement du patient. En Allemagne, le statut de Heilpraktiker praticien de santé est réglementé par la loi Heilpraktikergesetz (HPG) datant initialement de 1939. Environ 20 000 Heilpraktikers sont dénombrés en Allemagne, dont les trois quarts travaillent à temps partiel.
En Suisse, le métier de naturopathe fait l'objet d'un diplôme fédéral. La naturopathie n'est pas remboursée par l'assurance de base, mais certaines assurances complémentaires la prennent en charge.
Au Canada, la naturopathie est réglementée dans les provinces suivantes : Alberta, Colombie-Britannique, Manitoba, Nouvelle-Écosse, Ontario et Saskatchewan. Dans les autres provinces, la réglementation se fait à travers les diverses associations qui représentent les intérêts des membres naturopathes.
Aux États-Unis, 33 États et territoires ont un système de licence médicale (en) qui permet l'utilisation du titre de « docteur en naturopathie ». Six mille praticiens américains sont ainsi agréés et ont l'autorisation de pratiquer certains tests médicaux, de poser des diagnostics et de prescrire certains médicaments ainsi que des traitements non basés sur la science et des conseils alimentaires. Certaines assurances de santé du pays couvrent les frais occasionnés par la naturopathie.

## Controverses
Les effets indésirables des pratiques non conventionnelles présentées comme thérapeutiques, comme la naturopathie, sont mal, voire non connus, car il n’y a pas eu d’évaluation rigoureuse préalable à leur emploi, et peu ou pas de données publiées.

### Charlatanisme
Britt Marie Hermes, ancienne naturopathe, dénonce aujourd’hui le « charlatanisme » de cette pratique, qu'elle considère comme de la « poudre de perlimpinpin moderne », ajoutant que les naturopathes « ont un passif et une pratique encore actuelle de tromperie et d'exploitation camouflées sous de bonnes intentions ». Au Canada, il a été montré que 41 % des naturopathes se donnaient de faux titres ou que leur publicité n'était pas nécessairement représentative de leur formation.
Harriet Hall, médecin et autrice sceptique américaine, rédactrice de Science-Based Medicine (en) décrit la naturopathie comme « un système mal défini basé sur une mythologie vitaliste ; il combine des mesures de santé et de nutrition de bon sens et l'utilisation rationnelle de quelques herbes avec une grande variété de pratiques non scientifiques et un double langage anti-médical ». Selon elle, les éléments positifs de la naturopathie ne sont pas différents de ce que prescrit la médecine conventionnelle, et les éléments s'écartant de cette dernière n'apportent rien de positif et sont potentiellement dangereux.

### Risques pour la santé
Par ailleurs, le faible niveau de formation médicale de la plupart des naturopathes fait courir au patient le risque de se voir soumis à des pratiques inefficaces, contraires à l'éthique et potentiellement dangereuses alors même que des traitements ayant fait la preuve de leur efficacité existent.
Enfin, comme pour toutes les pratiques non conventionnelles, la médecine scientifique estime qu'il existe un risque que des maladies potentiellement graves ne soient pas traitées pendant que le patient se limite à un programme conçu par son naturopathe, entraînant de fait un délai dans la prise en charge médicale du malade et un risque accru pour sa santé. Ainsi une critique du Textbook of Natural Medicine de 1999 s'appuie sur un corpus restreint à 70 maladies et déplore l'omission de nombreuses affections courantes telles que le cancer ou les attaques cardiaques, et donc l'absence de présentation des traitements reconnus. Par exemple, en 2021, un naturopathe est mis en examen par la justice française pour « exercice illégal de la médecine » et pour « usurpation du titre de médecin » après le décès de deux patients qu'il avait dissuadés de faire traiter leur cancer (alors encore soignable) autrement qu'avec ses propres méthodes, ce qui a conduit à une aggravation rapide de leur état suivie d'une mort douloureuse et sans assistance. Un autre est mis en examen en 2023 pour homicide involontaire après le décès de deux « patients » à l'occasion d'une cure de jeûne.

### Dérives et instrumentalisation
Selon l'Union Nationale des Associations de Défense des Familles et de l'Individu victimes de sectes, « les problèmes de santé offrent un excellent créneau aux sectes à l'heure où l'attraction des nouvelles médecines, douces ou parallèles, situe différemment la médecine traditionnelle : sophrologie, acupuncture, homéopathie, naturopathie… ». L'absence de définition concrète de la naturopathie la rend particulièrement facile à détourner.
Pour lutter contre ces pratiques, la Mission interministérielle de vigilance et de lutte contre les dérives sectaires (Miviludes) a mis gratuitement à disposition dans son Guide santé et dérives sectaires une fiche intitulée « Comment reconnaître un charlatan ou un pseudo thérapeute sectaire ? ». Parmi les principaux traits récurrents qui définissent un pseudo-thérapeute, la mission note le dénigrement systématique de la médecine conventionnelle, la promesse d'une guérison miracle, la mise en valeur de bienfaits impossibles à évaluer ou mesurer (en termes de karma, d'aura, d'énergétique, etc.), la promesse d'une prise en charge globale (prétention holistique) agissant autant sur le corps que l'esprit voire l'âme, et l'utilisation d'un vocabulaire technique opaque ou hors sujet (« ondes cosmiques, cycles lunaires, dimension vibratoire, purification, énergies, cosmos, conscience… »). Le guide énumère plusieurs cas d'étude de naturopathes (p.16, p.29, p.117 du Guide Santé et dérives sectaires de la Miviludes) ayant mis gravement en danger la santé de leurs patients jusqu'à entraîner la mort (p. 16 du Guide Santé et dérives sectaires de la Miviludes), notamment par le refus de soins réels face à une maladie ou par des préparations ou régimes inappropriés.
En France, la Mission interministérielle de vigilance et de lutte contre les dérives sectaires (Miviludes) met en garde contre le risque de dérive sectaire. Il existe en effet des organisations qui peuvent faire usage de la quête de la pureté ou du bien-être comme moyen d’attirer de nouveaux adeptes pour leurs sectes. Plusieurs disciplines sont ciblées et détournées pour recruter des adeptes, à ce titre les organisateurs font état de formation à la naturopathie. En effet, les préconisations de règles alimentaires déséquilibrées, carencées, voire extrêmes, associées au discours sectaire, acquièrent parfois une redoutable efficacité dans les processus d’emprise mentale.
En août 2022, dix-sept profils de naturopathes liés à la naturopathe Irène Grosjean sont déréférencés du site Doctolib après qu'il est avéré qu'elle recommande dans des vidéos la pratique d'attouchements sexuels pour soigner des enfants en bas âge.

### Complotisme
Dès sa création, la naturopathie se place « en opposition avec les avancées médicales de l’époque et notamment la vaccination » : si de nos jours un grand nombre de naturopathes se placent en complémentarité avec la médecine, une frange importante persiste à nier voire diaboliser les avancées scientifiques en matière sanitaire.
En 2020–2021, en France, la pandémie de Covid-19 a agi comme un révélateur majeur de la dérive antivax ou complotiste de nombreux praticiens et influenceurs de la naturopathie, avec selon le journaliste Tristan Mendès France « des conséquences parfois dramatiques ».
En juillet 2020, une étude de sciences comportementales, cherchant à comprendre les mécanismes cognitifs ayant conduit certains individus à épouser des théories alternatives ou farfelues durant la pandémie, souligne le rôle notable joué par les promoteurs de la pensée intuitive et des pseudomédecines parmi lesquels figurent ceux que l'étude qualifie de « gourous des pseudomédecines » ; est cité comme exemple le youtubeur naturopathe complotiste Thierry Casasnovas.
En France, Sohan Tricoire est une ancienne naturopathe repentie qui traque désormais sur sa chaîne Youtube les dérives de ces pratiques. Interrogée par Le Monde, elle déplore une vision religieuse de la médecine (« penser que les problèmes de santé proviennent de notre éloignement des lois naturelles, voire divines ») et surtout une dérive anti-médicale à tendance complotiste qui s'est affirmée depuis quelques années : « On y trouve beaucoup de discours antichimiothérapie, ou disant que le VIH n’existe pas » (thèse soutenue notamment par les naturopathes médiatiques Thierry Casasnovas, Irène Grosjean et Ryke Geerd Hamer).
Selon Christian Gravel, président de la MIVILUDES, « Il y a un certain nombre de référents en naturopathie qui sont au cœur de dérives thérapeutiques et sectaires », dont « une part importante des signalements » concernent le domaine de la santé.